# 정혜림 (육상 선수)
정혜림(鄭蕙林, 1987년 7월 1일 ~ )은 대한민국의 육상 선수이다. 1987년 7월 1일생으로 대한민국의 육상선수로 잘 알려져 있다. 부산에서 태어나 부산 체육 고등학교를 졸업했으며, 2002년부터 지금까지 거의 20년 동안 선수 생활을 이어오고 있다.광주광역시청 육상팀 소속이며, 주종목은 100m 허들이다. 2011년 제19회 아시아 육상 선수권 대회 여자 100m 허들 종목에서 준우승했다.
정혜림 선수는 2005년에 열린 제 59회 전국육상경기선수권대회 대표를 시작으로, 같은 해에 제59회 대구국제육상경기대회 국가대표로 출전했으며, 정혜림 선수는 최고 기록은 100m 허들에서 2016년에 세운 13.04이다. 본격적으로 이름을 알리게 된 계기는 2018년 인도네시아 자카르타 겔로라 붕 카르노(GBK) 주 경기장에서 열린 자카르타-팔렘방 아시안게임에서 13.20이라는 기록으로 금메달을 따면서였으며, 최고 기록을 경신하지는 못했지만 안정적인 기록으로 영광스러운 금메달을 쟁취했다. 그 전날에는 13초 17이라는 기록으로 전체 예선을 1위로 통과해 모든 사람들을 기대에 부풀게 했고, 본선에서도 그 기대를 저버리지 않았다.
광주광역시청 육상팀 소속이며, 주종목은 100m 허들이다. 2011년 제19회 아시아 육상 선수권 대회 여자 100m 허들 종목에서 준우승했다.